# Liste des monuments historiques nationaux de la province de Catamarca
Cet article recense les monuments historiques de la province de Catamarca, en Argentine.
| Monument                                                                                    | Commune                             | Adresse | Coordonnées                        | Loi              | Notice | Catégorie                 | Date | Illustration               |
| ------------------------------------------------------------------------------------------- | ----------------------------------- | --- | ---------------------------------- | ---------------- | ------ | ------------------------- | ---- | -------------------------- |
| Yacimiento Arqueológico "Fuerte del Pantano"                                                |                                     | | à géolocaliser                     | Décret no 5175   | 479    | Monument historique       |      | Image manquante Téléverser |
| Pucará de Aconquija                                                                         | Ambato                              | Distrito Singuil, Campo "Las Chacritas" | 27° 27′ sud, 66° 00′ ouest         | Décret no 1145   | 480    | Monument historique       |      | Image manquante Téléverser |
| Restos del "Potrero de Chaquiago"                                                           | Andalgalá                           | En las Sierras de las Capillitas, a unos 2 km. al Norte de Chaquiago.Sector "Los Abrego" emplazado entre el camino que vincula las localidades de Chaquiago y Potrero y el Río Potrero. Sector "Retambay" ubicado entre el Río Potrero y un arroyo sin nombre. | à géolocaliser                     | Décret no 325    | 481    | Monument historique       |      | Image manquante Téléverser |
| Restos pictóricos de arte rupestre del paraje denominado Campo de Tobas                     | Antofagasta de la Sierra            | Paraje denominado Campo de Tobas | à géolocaliser                     | Loi no 24883     | 482    | Monument historique       |      | Image manquante Téléverser |
| Ruines de Incahuasi                                                                         | Antofagasta de la Sierra            | Próximo al "Salar del Hombre Muerto", en el límite entre las Provincias de Catamarca y Salta. | à géolocaliser                     | Décret no 16482  | 483    | Monument historique       |      | Image manquante Téléverser |
| Algarrobo en el solar donde nació el poeta Luis Leopoldo Franco                             | Belén                               | Conrado Tula | à géolocaliser                     | Loi no 25581     | 484    | Bien d'intérêt historique |      | Image manquante Téléverser |
| Site inca El Shincal de Quimivil                                                            | Belén                               | Distrito Londres | 27° 41′ 19″ sud, 67° 10′ 31″ ouest | Décret no 1145   | 485    | Monument historique       |      | Image manquante Téléverser |
| Solar donde nació y pasó su infancia el escritor poeta y filósofo Luis Leopoldo Franco      | Belén                               | Conrado Tula | à géolocaliser                     | Loi no 25581     | 486    | Lieu historique           |      | Image manquante Téléverser |
| Cathédrale                                                                                  | San Fernando del Valle de Catamarca | Sarmiento 631 | 28° 28′ 08″ sud, 65° 46′ 49″ ouest | Décret no 98076  | 487/41 | Monument historique       | 1941 | Cathédrale                 |
| Tombe du général Octaviano Navarro                                                          | San Fernando del Valle de Catamarca | Cimetière de San Fernando del Valle de Catamarca | à géolocaliser                     | Décret no 12806  | 488    | Tombe                     |      | Image manquante Téléverser |
| Séminaire diocésain Nuestra Señora del Valle                                                | San Fernando del Valle de Catamarca | San Martín 954 | à géolocaliser                     | Loi no 26469     | 489    | Monument historique       |      | Image manquante Téléverser |
| Église Saint-François                                                                       | San Fernando del Valle de Catamarca | Esquiú 558 | à géolocaliser                     | Décret no 98076  | 490    | Monument historique       |      | Église Saint-François      |
| Église de Fiambalá                                                                          | Fiambalá                            | Sobre Ruta Nac. Nº 60, a 49 km. de Tinogasta ya 300 km. de la ciudad capital. | à géolocaliser                     | Décret no 106844 | 491/41 | Monument historique       | 1941 | Église de Fiambalá         |
| Chapelle de Nuestra Señora del Rosario en Piedra Blanca                                     | Fray Mamerto Esquiú                 | A 2 km. de San José y a 16 km. de San Fernando del Valle de Catamarca. Se accede por Ruta Provincial N°33, en las cercanías de La Callecita. | à géolocaliser                     | Décret no 98076  | 492    | Monument historique       |      | Image manquante Téléverser |
| Chapelle del Señor de los Milagros en San José de Piedras Blancas (Parroquia de Los Segura) | Fray Mamerto Esquiú                 | A 17 km de San Fernando del Valle de Catamarca y a 80 m de la Ruta Prov. N°41. A 5 km. de la Localidad de San José de Piedra Buena | à géolocaliser                     | Décret no 98076  | 493    | Monument historique       |      | Image manquante Téléverser |
| Église paroissiale de San José                                                              | Fray Mamerto Esquiú                 | | à géolocaliser                     | Décret no 1232   | 494    | Monument historique       |      | Image manquante Téléverser |
| Chapelle de Hualfin                                                                         | Hualfin                             | Sur la RN 40, à 315 km. de S.F. de Catamarca | à géolocaliser                     | Décret no 7531   | 495    | Monument historique       |      | Image manquante Téléverser |
| Maison natale de Fray Mamerto Esquiú                                                        | Piedra Blanca                       | En San José à 14 km. de San Fernando del Valle de Catamarca. (Ruta Prov. N° 41) | à géolocaliser                     | Loi no 12191     | 496    | Monument historique       |      | Image manquante Téléverser |
| Poblado del Cerro "El Mendocino"                                                            | Santa María                         | En la cumbre de un cerro de la Sierra del Cajón o de Quilmes, en el Valle de Santa María, a 26° 57′S, 66° 11′O | 26° 57′ 00″ sud, 66° 11′ 00″ ouest | Décret no 2677   | 497    | Monument historique       |      | Image manquante Téléverser |
| Village préhispanique de Punta de Balasto                                                   | Santa María                         | Extremo sur del Valle de Santa María, al borde de la márgen derecha del río del mismo nombre, a aprox. 37° S,66° 10′ O | 37° 00′ 00″ sud, 66° 10′ 00″ ouest | Décret no 2677   | 498    | Monument historique       |      | Image manquante Téléverser |
| Village préhispanique de Loma Rica                                                          | Santa María                         | Estribaciones occidentales de la Sierra del Aconquija, en el Valle de Santa María, a 26° 51′S,66° 03′O | 26° 51′ sud, 66° 03′ ouest         | Décret no 105    | 499    | Monument historique       |      | Image manquante Téléverser |
| Village préhispanique de Rincón Chico                                                       | Santa María                         | Sierra del Cajón o Quilmes | à géolocaliser                     | Décret no 1110   | 500    | Lieu historique           |      | Image manquante Téléverser |
| Ruines du village préhispanique de Cerro Pintado de las Mojarras                            | Santa María                         | Contrafrente de la Sierra del Cajón | 26° 40′ 06″ sud, 66° 03′ 51″ ouest | Décret no 148    | 501    | Monument historique       |      | Image manquante Téléverser |
| Village préhispanique de Watungasta                                                         | Tinogasta                           | | 27° 52′ 43″ sud, 67° 41′ 03″ ouest | Décret no 1145   | 502    | Monument historique       |      | Image manquante Téléverser |